# Bajdy (Basses-Carpates)
Pour les articles homonymes, voir Bajdy.
Bajdy est une localité polonaise de la gmina de Wojaszówka, située dans le powiat de Krosno en voïvodie des Basses-Carpates.